# Riccanza
Riccanza (estilizado como #Riccanza) es un programa de televisión de telerrealidad italiano, transmitido por MTV Italia. La primera temporada se estrenó el 29 de noviembre de 2016, hasta el 10 de enero de 2017. El show fue renovado para una segunda temporada. La tercera temporada se lanzó en el 2018.
El show sigue la vida diaria de siete jóvenes de familias acomodadas de la sociedad; residentes, en su mayor parte en Milán, muestran cómo a enfrentarse a sus días entre el estudio, el trabajo y el tiempo libre.

## Reparto
| Miembro del elenco      | Temporadas | Temporadas | Temporadas | Temporadas |
| Miembro del elenco      | 1          | 2          | 3          | 4          |
| ----------------------- | ---------- | ---------- | ---------- | ---------- |
| Farid Shirvani          | Principal  | Principal  | Principal  | Principal  |
| Tommaso Zorzi           | Principal  | Principal  | Principal  | Principal  |
| Cristel Isabel Marcon   | Principal  | Principal  |            | Principal  |
| Anna Fongaro            | Principal  | Principal  |            |            |
| Elettra Lamborghini     | Principal  | Principal  |            |            |
| Nicolò Federico Ferrari | Principal  |            |            | Principal  |
| Gian Maria Sainato      | Principal  |            |            |            |
| Juan Fran Sierra        |            | Principal  | Principal  |            |
| Alex Diana              |            | Principal  |            |            |
| Jessica Haile Selassie  |            | Principal  |            |            |
| Matteo Cesari           |            | Principal  |            |            |
| Alessia Morosi Visentin |            |            | Principal  | Principal  |
| Giorgia Morosi Visentin |            |            | Principal  | Principal  |
| Angelo Fasciana         |            |            | Principal  |            |
| Antonio Ferraro         |            |            | Principal  |            |
| Elvezia Pappone         |            |            | Principal  |            |
| Aaron Nielsen           |            |            |            | Principal  |
| Camilla Neuroni         |            |            |            | Principal  |
| Mattia Mustica          |            |            |            | Principal  |

## Episodios
| Temporada | Temporada | Estreno                 | Estreno                 | Episodios |
| Temporada | Temporada | Inicio                  | Final                   | Episodios |
| --------- | --------- | ----------------------- | ----------------------- | --------- |
|           | 1         | 29 de noviembre de 2016 | 10 de enero de 2017     | 14        |
|           | 2         | 28 de noviembre de 2017 | 9 de enero de 2018      | 14        |
|           | 3         | 4 de diciembre de 2018  | 8 de enero de 2019      | 14        |
|           | 4         | 8 de octubre de 2019    | 19 de diciembre de 2019 | 14        |